# نویبرگ (هسن)
نویبرگ (به آلمانی: Neuberg) یک شهر در آلمان است که در ماین-کینتسیگ واقع شده‌است. نویبرگ ۵٬۱۷۵ نفر جمعیت دارد.